# ジョーム・ド・ノートルダム
ジョーム・ド・ノートルダム（Jaume de Nostredame, 1470年頃 - 1547年頃）は、医師・占星術師のノストラダムスの父。アヴィニョンとサン＝レミ＝ド＝プロヴァンスで、商人、公証人などとして活動した。
ジョメ・ド・ノートルダム (Jaumet de Nostredame)、ジャック・ド・ノートルダム (Jacques de Nostredame)、ジャック・ド・サント＝マリー (Jacques de Sainte-Marie) などとも記録された。ラテン語での表記はヤコブス・デ・ノストラ・ドミナ (Jacobus de Nostra Domina)。

## 生涯
ジョームの父ピエール・ド・ノートルダムは、アヴィニョンで穀物を扱う傍ら貸金業も行う商人であった。かつては、ピエールの職業は医師で善王ルネの息子カラブリア公ジャンに仕えていたとする伝説が、ジョームの息子のジャン・ド・ノートルダムや孫のセザール・ド・ノートルダムらによって喧伝され、受け入れられていたが、エドガール・ルロワらの20世紀以降の実証的研究の結果、全く根拠のないものであることが明らかにされた。
ピエールは15世紀半ばにキリスト教に改宗した際に、ユダヤ教徒の妻（再婚相手のブナストリュジー・ガソネ）と別れてキリスト教徒のブランシュ・ド・サント＝マリーと再婚した。ピエールとブランシュの間には、ジョーム、フランソワ、ピエール、カトリーヌ、バルトロメ、マルグリットという三男三女があり、ジョームはその長男として1470年頃にアヴィニョンで生まれた。
父ピエールの死は1485年頃で、ジョームが15歳頃にあたっている。ジョームは当初父の職をついでアヴィニョンで商業と貸金業を営んでいたが、1495年5月14日にサン＝レミ＝ド＝プロヴァンスのレニエール・ド・サン＝レミと結婚したのを機に、サン＝レミに転居した。
妻レニエールの父は既に歿しており、彼女の後見役になっていたのは祖父のジャン・ド・サン＝レミだった。ジャンはサン＝レミ＝ド＝プロヴァンスの医師であるとともに地元の名士として、町の収入役を務めてもいた。ジャンは妻シレットとともに、ジョーム夫妻と同居し、多くの支援を与えた。そのときにジャンからジョームに贈られた財産には、家具付の住居、農家（mas）、あちこちに点在する小牧場、ブドウ畑、果樹園などが含まれていた。
ジョームはレニエールとの間に七男一女をもうけた（ジャンという名の息子が2人いたとすると八男一女である。ジャン・ド・ノートルダムの記事も参照のこと）。そのうち、長男（第一子もしくは第二子）に当たるのが、1503年12月14日に誕生し、のちに医師・占星術師として名を成すことになるミシェル（ミシェル・ノストラダムス）である。
ジョームは、ミシェルの誕生と前後する時期から、商人としてだけでなく公証人としても活動するようになる。この頃の記録では「商人」「公証人」「商人にして公証人」等と、肩書きに揺れがある。
1512年に、フランス王ルイ12世は、戦費徴収のために改宗キリスト教徒（元ユダヤ教徒）に対して特別税を割り当てた。ジョームもこのときに、25リーヴルを支払ったことが記録されている。ノストラダムス予言の解釈書の中には、この記録などを元に、ノストラダムスの一族が1512年に改宗したとするものがある。しかし、それは史料の読み方として誤っていると指摘されている。
さて、サン＝レミには、ラ・トゥール・ド・カニヤック (La Tour de Canillac) という飛び地が存在していた。それはかつて単に「ラ・トゥール」と呼ばれており、14世紀にはボフォール伯ギヨーム・ロジェ2世が所有していた。ギヨーム・ロジェ2世は、後に枢機卿になるトゥールーズ大司教レーモン・ド・カニヤック (Raymond de Canillac) の姉妹ゲリーヌと再婚し、その縁でレーモンがたびたび逗留したことから、ラ・トゥール・ド・カニヤックとかラ・トゥール・デュ・カルディナルと呼ばれるようになった。
16世紀にその封土はトマ・ポワトヴァン (Thomas Poytevin) とジャン・トルナトリス (Jehan Tornatoris) が共同領主 (co-seigneurs) として治めており、ジョームは1513年以降、彼らの公証人や代書人を務めた。
1521年まではラ・トゥールの公証人を務めていたらしいが、1519年8月13日から少しの間は、ラ・トゥールで貴族アントワーヌ・アルメラン (Antoine Alméran) が務めていた小法廷の代官 (le baïl de la petite cour de justice) の代理にも任命されていた。この時期にジョームは貴族の仕事の代理をしているという理由で「貴族」を自称していた。エドガール・ルロワによれば、後にノストラダムス一族は経歴の粉飾などを行うが、そうした貴族への強いこだわりが史料中に見出せる最初の例だという。
1540年10月22日には、フランス王フランソワ1世からフランスの市民権を公式に認められた。ジョームは教皇領だったアヴィニョンの生まれである一方、その職歴のほとんどはフランス領内で蓄積されていたことから、市民権（国籍）の問題が存在していたのである。
正確な没年は明らかになっていないが、1547年2月6日付の文書で、ジョームの息子たちを共同相続人とする記述が見られることから、1546年末から1547年初め頃に歿していたと推測されている。ちなみに、その共同相続人の息子たちの中に、ミシェルの名はない。

## 予言
以上の経歴から、予言や占いとの関係はほとんど見出されないが、1989年7月の古書販売目録では、1520年前後に編纂された編者不明の予言書『ミラビリス・リベル』の編者に帰せられることがあると紹介された。この見解は、リヨン市立図書館のオンライン目録でも孫引きされている。
ただし、ジョーム自身が関与する予言についての記録は、今のところ確認されていない。ノストラダムスの先祖たちの中で、唯一の予言的とされるエピソードを持っているのは、ジョームの弟のピエールだけである。とはいえ、それとて、町の老婦人の懐妊をめぐって知人と賭けをして勝ったというものであり、何らかの予言書の編纂に関わるものではない。

## 子供
ジョームはレニエールとの間に七男一女（ないし八男一女）を授かった。
- ミシェル (1503-1566) - 医師、占星術師で、シャルル9世の常任侍医にも任命された。
- ドフィーヌ - ミシェルの姉か妹かについては議論がある[20]。
- エクトール
- ベルトラン - 商人、プロヴァンス総督の従者
- ジャン - エクス高等法院検事
- アントワーヌ – 徴税吏、法曹家
- ピエール - 香料商人
- ルイ - 公証人
- （ジャン）